# 筒井武
筒井 武（つつい たけし、6月13日 - ）は、タブリエ・コミュニケーションズ所属のラジオディレクター。A型。
呼称はつっつうと通称で呼ばれることが多い。

## 担当番組
インターネットラジオステーション<音泉>
- かかずゆみの超輝け!大和魂!!（2006年7月14日 #142 - ）
- スタドリ おーるまいてぃーびー（2015年12月22日 - ）※ニコニコ生放送にて放送
- スタドリ　れでぃ？　おー！（2015年12月29日 - ）
- 松岡・今井のRADIO ν WING（2017年1月18日 - ）
- 檜山修之のあにめじ湯（2017年7月26日 - ）※四代目ディレクター[1]
- らじお 此花亭へようこそ（2017年10月9日 - ）[2]
- 小見川千明とBANBANBAN山本の輪廻を木っ端微塵!（2018年4月9日 - ）[3]
- 東山奈央のパンドーRADIO クロエの家族日誌（2018年4月9日 - ）[4]

### 終了した番組
- SUPER FREAK SUNDAY（FM FUJI1990年 - 2000年頃）（AD）
- HOT NIGHT GONG Part2 KaNNaのDreamingNight（FM FUJI1993年 - 1994年頃）
- ラジオ声優グランプリ（TBSラジオ）（AP）
- BUDBOY（NACK5）
- 桜井智のTOMOだちRADIO（後期）（ラジオ大阪）
- マクロスワールド（MBS）
- ラジメーション勇者指令ダグオン（NACK5）
- ゆうきまさみ文化学院（NACK5）（AP）
- VIRTUAL ADVENTURE EAST（NACK5）1996年10月 - 1997年3月分
- 坂本真綾のナイショ話（NACK5）VIRTUAL ADVENTURE EAST内 1996年10月 - 1997年3月
- ハミングバードのまだまに!（NACK5）VIRTUAL ADVENTURE EAST内 1996年10月 - 1997年3月
- Game Walker Net（TBSラジオ 1997年10月 - 1998年3月）
  - Game Walker Net Saturday（TBSラジオ 1998年4月 - 2000年3月）
- 流星野郎のGAMEMAX!（ラジオ関西・TBSラジオ 1998年4月10日 - 1999年4月2日）
- 魔術士オーフェン（TBS）1998年7月 - 1999年3月
- Weiß kreuzシリーズ（KBS京都 他）
- 子安武人のRadioMarine（ラジオ関西）
- 池澤春菜のみんなで、た〜る♥ 〜ラジオ・マリーのアトリエ〜（TBSラジオ 1997年10月 - 1998年3月）
- 池澤春菜のぱちモンOSAKA（ラジオ大阪 1998年4月6日（月） - 1999年4月3日（土））
- ぱぁれしふぉん（ラジオ関西）
- アンジェリーク ファイアー・ドリーム Paradise（ラジオ日本 ラジオ関西1999年1月 - 3月）
  - アンジェリーク キス・キス Paradise（ラジオ日本 ラジオ関西 1999年10月 - 2000年3月）
- ネオロマンス・Paradise（ラジオ日本 ラジオ関西 2001年10月 - 2002年4月）
  - ネオロマンス・Paradise Cure!（ラジオ大阪 文化放送 2003年7月 - 2004年3月）
- でじこのへや（ラジオ大阪 1999年10月 - 2001年9月）
  - でじこのへや2（ラジオ大阪 2001年10月 - 2002年3月）
  - でじこさん（ラジオ大阪 2002年4月5日（金） - 2003年3月28日（金））
  - でじこのうっかりパニック!（ラジオ大阪 2004年4月2日 - 9月24日）
  - ぷちこのおしえて!ほっけみりん。（ラジオ大阪V-STATIONweb 2000年3月 - 2003年3月、2004年4月 - 2004年9月）
  - 真田アサミのあらもーど+（Q2ラジオ1314V-STATIONプラス）
- 石田彰・岸祐二の五番街で逢いましょう（ラジオ関西 2003年4月8日 - 2004年3月26日）
  - 五番街で逢いましょうDreamfollow（ラジオ関西 2004年4月2日 - 2004年9月24日）
- 神崎ちろの ちゅるりらEXPO(ばんぱく)（四ツ谷式CP 2003年4月 - 2003年10月）
- 真田アサミの のんびり最中（四ツ谷式CP 2003年4月 - 2003年8月）
- 氷上恭子の きょうこー突破(^_^)v!（四ツ谷式CP 2003年4月 - 2003年8月）
- Radioヤンジャン!（S-ラジ 2006年8月 - 2007年9月）
- ラジオ幻想水滸伝 集まれ!108星!（KONAMI STATION 2008年8月27日 - 2008年11月19日）
- Radio QMA!!（KONAMI STATION 2008年8月27日 - 2008年11月21日）

インターネットラジオステーション<音泉>
2005年以前
- みか・もりしゃんのGamers Amusement Station（? - 2005年7月22日放送分）
- 〜飯塚雅弓の月刊ラジオグランプリ〜 ともだち100人できるからっ♪（2005年6月 - 2008年6月24日）

2006年
- Splash Candy's Trico Station（2006年1月25日（水） - 2006年9月27日放送分）
- 亜美とかおりのキミキス チューニングアップ♪（2006年4月3日（月） - 2006年10月23日放送分）
- 愛と真守の週刊エル・カザド通信!（2006年4月24日（火） - 10月16日（火））
- 川上とも子のうさぎのみみたぶ（2006年7月11日 #403 - 2008年8月19日 #510）
- ラジオ パンプキン・シザーズ こちら陸情3課放送局（2006年9月21日（木） - 2007年5月24日（木））
- ゆかな*はるな canary*lunar Market（2006年9月28日（木） - ）
- かおりと涼のキミキス チューニングポップ♪（2006年11月6日 - 2008年5月12日）

2007年
- おっきー・しんでぃの獏狩りないと!（2007年4月 - ）
- スーチーパイ ラジオSTATION S ハッピィPuPePo♪（2007年9月5日（水） - 11月28日（水））
- ラジオ・バンブーブレード〜文武両道!（2007年10月22日 - 2008年4月21日）
- ラジオ! ロザリオとバンパイア（2007年12月27日 - 2008年3月27日）

2008年
- RADIO MACROSS（2008年1月8日 - ）（文化放送・MBSでも放送）
- ヒデラジZ（2008年5月20日 - 8月12日）
- ラジオ恋姫†無双 〜愛紗と鈴々と○○のこと〜（2008年7月10日 - 2008年10月2日）
- ラジオ!ロザリオとバンパイア CAPU2（2008年10月23日 - 2009年4月23日）
- ラジオ真・恋姫†無双（2008年10月30日 - 2009年5月7日）

2009年
- ラジオ キャシャーンSins 〜古谷徹 vs 森川智之〜（2009年1月30日）
- 良子と佳奈のアマガミ カミングスウィート!（2009年3月16日 - 2012年9月17日）
- ラジオdeヤングアニマルあいらんど!ユリア100式 大特集!（2009年3月23日）
- 島と海と☆こいそらじお（2009年4月16日 - 10月29日、2010年3月11日 - 9月23日、2010年12月9日 - 2011年12月1日）
- こちら聖機師放送局!（2009年4月22日 - 2010年4月21日）
- ESP学園 Presents RADIO 飯塚雅弓のらぶらじ（2009年5月7日 - 2009年10月22日）
- 略してっ!つよきすラジオ♪（2009年5月19日 - 2012年6月26日）
- ラジオ Dream C Club（2009年7月3日 - 2010年2月26日、2010年6月11日 - 2011年9月2日、2014年4月25日）
- 真・ラジオ恋姫†無双 〜○△×○△×○△×のこと〜（2009年10月1日 - 2010年9月30日）
- バカとテストと召喚獣 文月学園放送部（2009年11月12日 - 2012年6月21日、 2012年7月12日、2014年6月13日）

2010年
- もっと!姉、ちゃんと聞いてよ♪（2010年5月11日 - 2011年8月30日）

2012年
- ラジオアニメ「シャイニング・ハーツ」〜ふわっふわのラジオ〜（2012年4月19日 - 9月20日）
- 今井麻美と原由実のRADIOコープスパーティー（2012年5月11日 - 2012年8月10日）
- だから僕は、Hなラジオができない。（2012年7月4日 - 10月24日）
- 逢坂・今井のRADIO ν WING（2012年11月4日 - 2013年9月25日）

2013年
- 今井麻美と原由実のラジオ『コープスパーティーR』（2013年2月1日 - 2014年8月29日）
- Fate/kaleid liner イリヤと凛のプリズマ☆ナイト!（2013年6月26日 - 2014年2月5日）
- ラジオ・機巧少女〜メインキャストは傷つかない〜（2013年9月3日 - 2014年2月25日）
- みなこい☆らじお（2013年10月3日 - 2014年10月2日）
- 白井・今井のRADIO ν WING（2013年10月9日 - 2015年7月1日）
- ディーふらぐ!ラジオ製作部（仮）（2013年12月25日 - 2014年8月27日）
- ディーふらぐ！ラジオ製作部（仮）（2013年12月25日 - 2014年8月27日）

2014年
- Fate/kaleid liner イリヤとクロのプリズマナイト！ ツヴァイ！（2014年6月25日 - 2014年10月1日）
- TMSアニメ制作50周年×音泉10周年記念番組「マダ、ナイ、ラジヲ。」[5]（2014年7月12日 - 11月24日）
- Fate/kaleid liner イリヤと凛のプリズマナイト ツヴァイ ヘルツ！（2014年10月29日 - 2015年5月27日）

2015年
- 今夜もざわざわ レーカン！ラジオ…なんです。（2015年3月18日 - 7月29日）
- FAIRY TAIL ギルド de ラジオ（2015年3月25日 - 7月29日）
- ラジオ「あんさんぶるスターズ！」〜夜闇の魔物に怯える子猫〜（2015年4月13日 - 12月14日）
- ラジオ コープスパーティー season 5（2015年5月29日 - 8月28日）
- Fate/kaleid liner イリヤと美遊のプリズマ☆ナイト ツヴァイ ヘルツ！（2015年6月10日 - 2015年10月21日）
- 音泉幼精ハコネちゃんラジオ♪（2015年10月5日 - 12月28日）

2016年
- 橋本ちなみのガチなみ学園![6]（2014年11月20日 - 2016年4月6日）※ニコニコ生放送にて放送されていた
- 継うたわれるものらじお（2015年7月6日 - 2016年5月9日）
- あんハピ♪しあわせラジオ[7]（2016年4月14日 - 2016年7月14日）
- 君咲学院放送部☆青春RADIO♪（2015年12月4日 - 2016年10月25日）
- 酒井・今井のRADIO N WING[8]（2015年7月15日 - 2016年12月28日）

2017年
- ラジオレコラヴ！～ドキドキアップロード♪～[9]（2016年10月20日 - 2017年3月23日）
- sin 七つの大罪～π（パイ）ラジ～（2017年4月29日 #05 - 2017年7月1日）
- ちなみとりっかの 見えちゃうらじお♪～音泉で一泊！～[10]（2016年4月13日 - 2017年7月12日）
- NECパーソナルコンピュータプレゼンツ デジタル生活応援！121ラジオ（2014年10月21日 - 2014年12月16日 2015年4月21日 - 2017年12月19日）

## イベント出演
- 声優ラジオを語る夜（2016年1月30日）[6]

## その他
- バンド活動
  - 1997年2月6日から1998年9月5日（ライブ開催日参照）「ゆら」のdrumsで参加。
- ドラマCD『ガールフレンド』に父親役で出演。